# Хайнрих II Ройс-Унтерграйц
Хайнрих II Ройс-Унтерграйц (на немски: Heinrich II Reuss zu Untergreiz; * 8 януари 1634 в Грайц; † 5 октомври 1697 в Гера) от фамилията Ройс (Ройс стара линия) е господар на Роус-Унтерграйц (1667 – 1673), от 26 август 1673 г. граф на Ройс-Унтерграйц. Той също е граф и господар на Плауен, господар на Грайц, Бургк, Кранихфелд, Гера, Шлайц и Лобенщайн.
Той е син на граф Хайнрих V Ройс-Унтерграйц (1602 – 1667) и съпругата му вилд-и Рейнграфиня Анна Мария фон Залм-Нойфвил (1606 – 1651), дъщеря на вилд- и Рейнграф Фридрих фон Залм-Нойфвил (1547 – 1608) и четвъртата му съпруга графиня Анна Амалия фон Ербах (1577 – 1630), дъщеря на граф Георг III фон Ербах (1548 – 1605) и Анна фон Золмс-Лаубах (1557 – 1586).
На 26 август 1673 г. Хайнрих II и братята му Хайнрих IV Ройс (1638 – 1675) и Хайнрих V Ройс (1645 – 1698) са издигнати на графове на Ройс-Унтерграйц..
Хайнрих II Ройс-Унтерграйц умира на 5 октомври 1697 г. в Гера, Тюрингия на 63 години и е погребан в Шлайц.

## Фамилия
Хайнрих II Ройс-Унтерграйц се жени на 8 януари 1655 г. за Елизабет Сибила Ройс-Бургк (* 15 септември 1627, Хоф; † 9 януари 1703, Бургк), внучка на Хайнрих II Ройс-Бургк (1543 – 1608), дъщеря на Хайнрих II Ройс-Унтерграйц-Хоф-Бургк (1575 – 1639) и Магдалена фон Путбус (1590 – 1665). Те имат три деца: 
- Анна Маделайна Ройс (* 26 юли 1656, Бургк; † 1 февруари 1657, Бургк)
- Хайнрих I Ройс (*/† 6 ноември 1657, Бургк)
- Ева Емилия Ройс (* 23 януари 1667; † 29 март 1716, Лаузниц), омъжена на 24 ноември 1707 г. в Лаузниц за фрайхер Фридрих Хайнрих фон Щайн (* ок. 25 август 1677; † август 1729)